# Auferstehungskirche (Frankfurt-Praunheim)

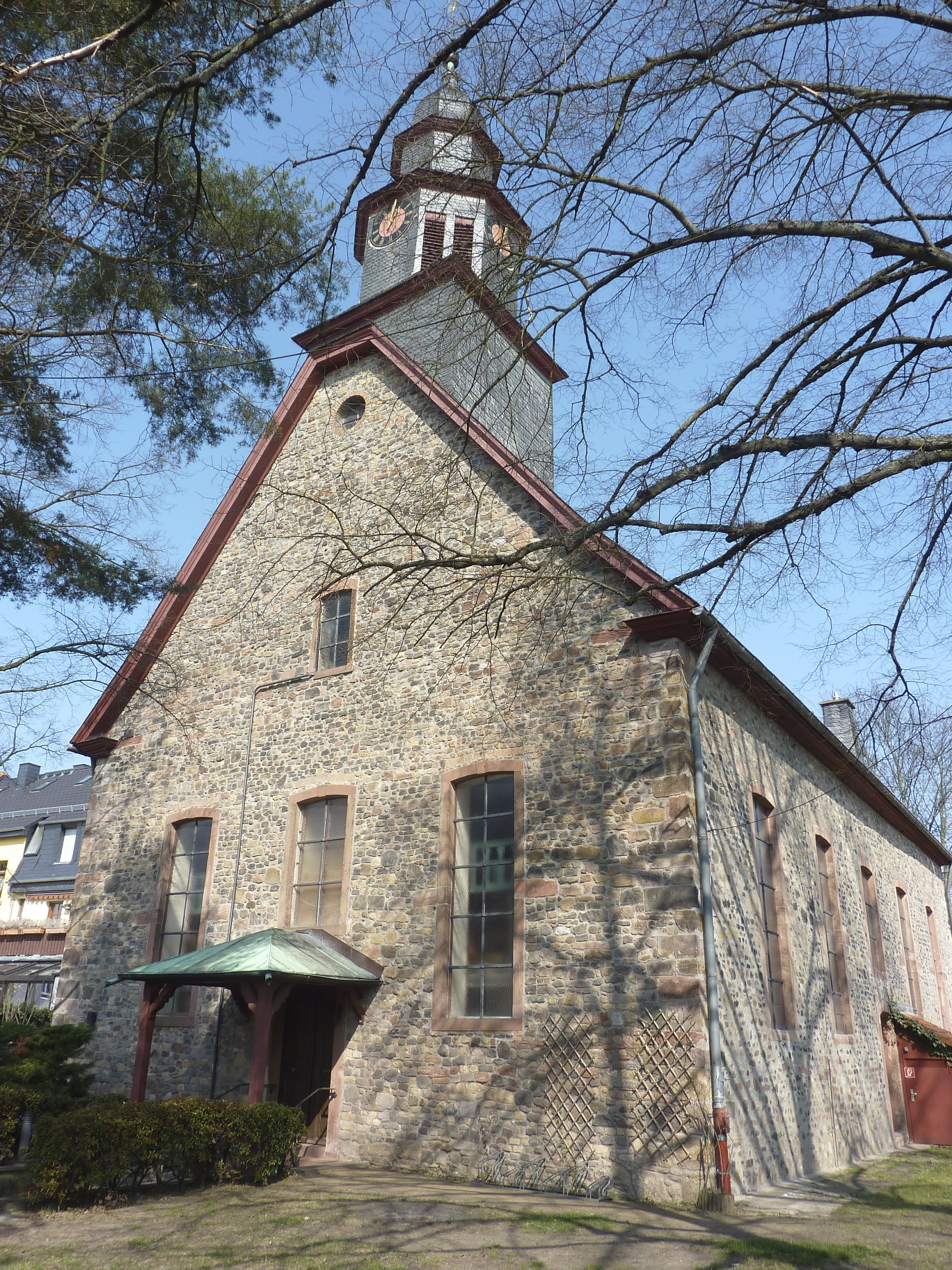
Die Auferstehungskirche von Süden

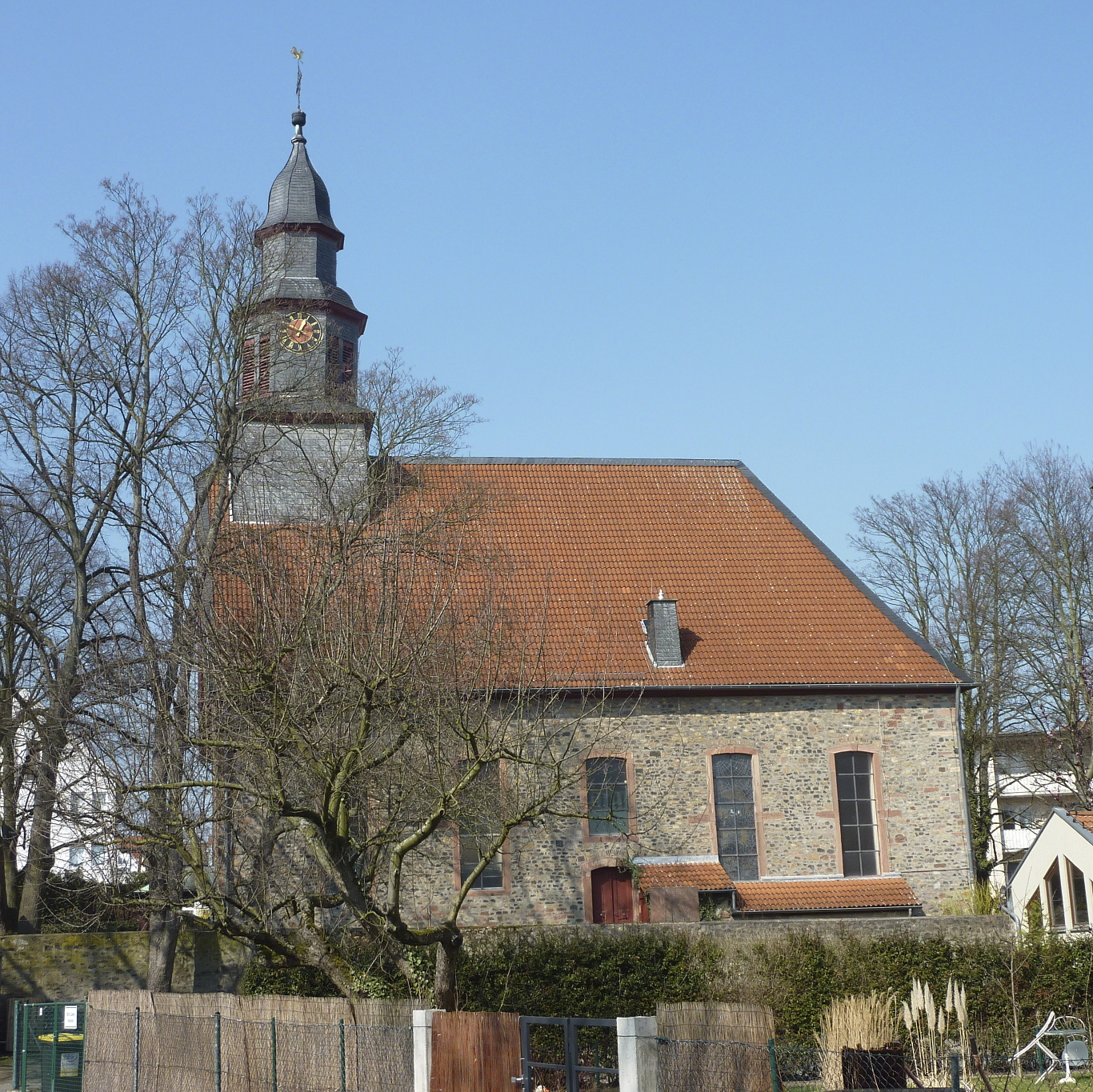
Ansicht von Osten

Die Auferstehungskirche ist eine barocke evangelische Saalkirche im Frankfurter Stadtteil Praunheim, Graebestraße 8–10. Sie wurde 1770 bis 1773 erbaut und nach ihrer Zerstörung im Zweiten Weltkrieg  durch Luftangriffe auf Frankfurt am Main zwischen 1946 und 1948 wiederaufgebaut. Die Auferstehungskirche ist ein Kulturdenkmal nach dem Hessischen Denkmalschutzgesetz. Die Pfarrgemeinde ist nach der Fusion mit der Evangelischen Kirchengemeinde Frankfurt-Hausen und der Wicherngemeinde seit 2020 Teil der Lydiagemeinde.

## Geschichte

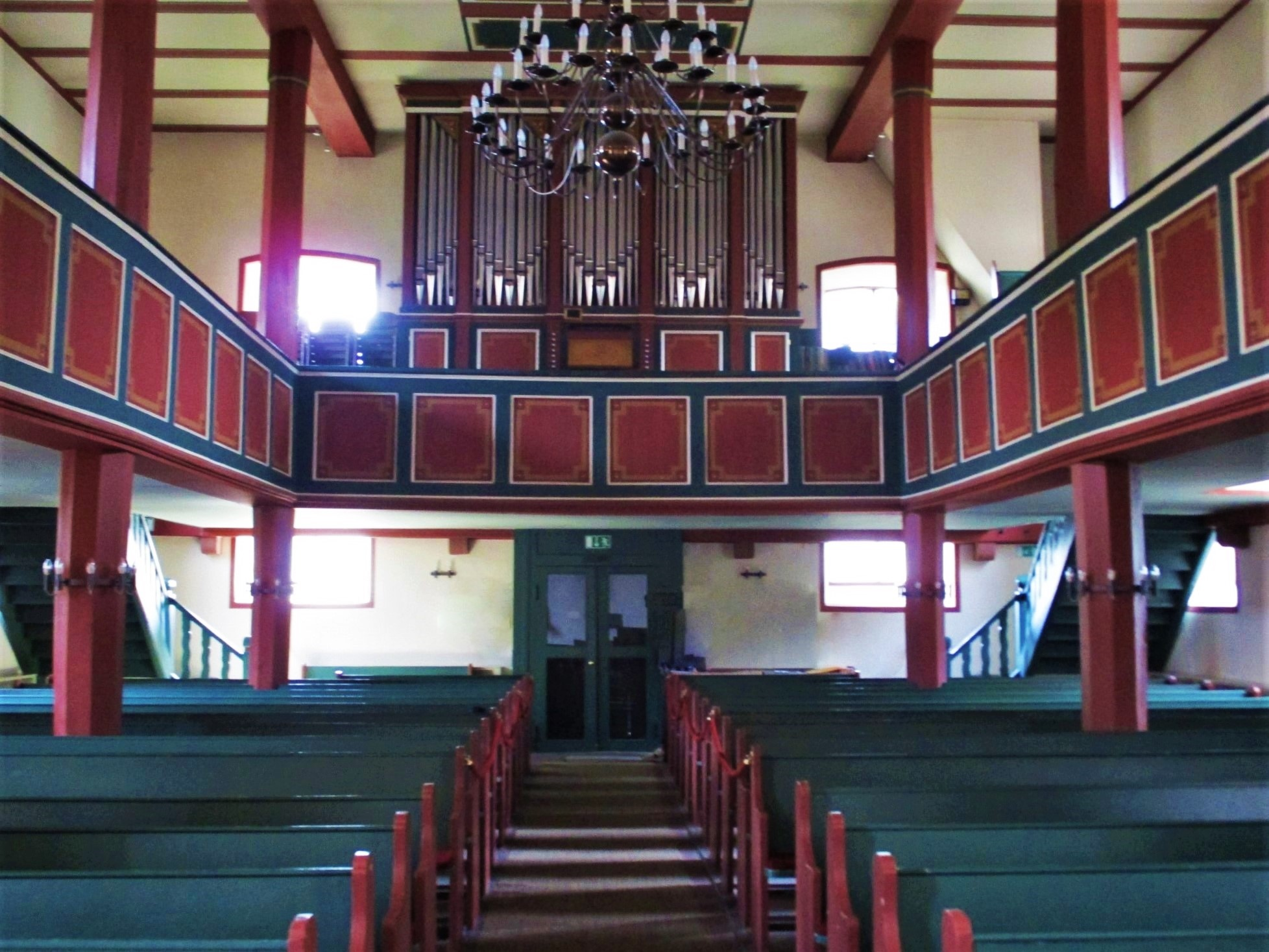
Innenansicht, Haupteingang mit Schuke-Orgel

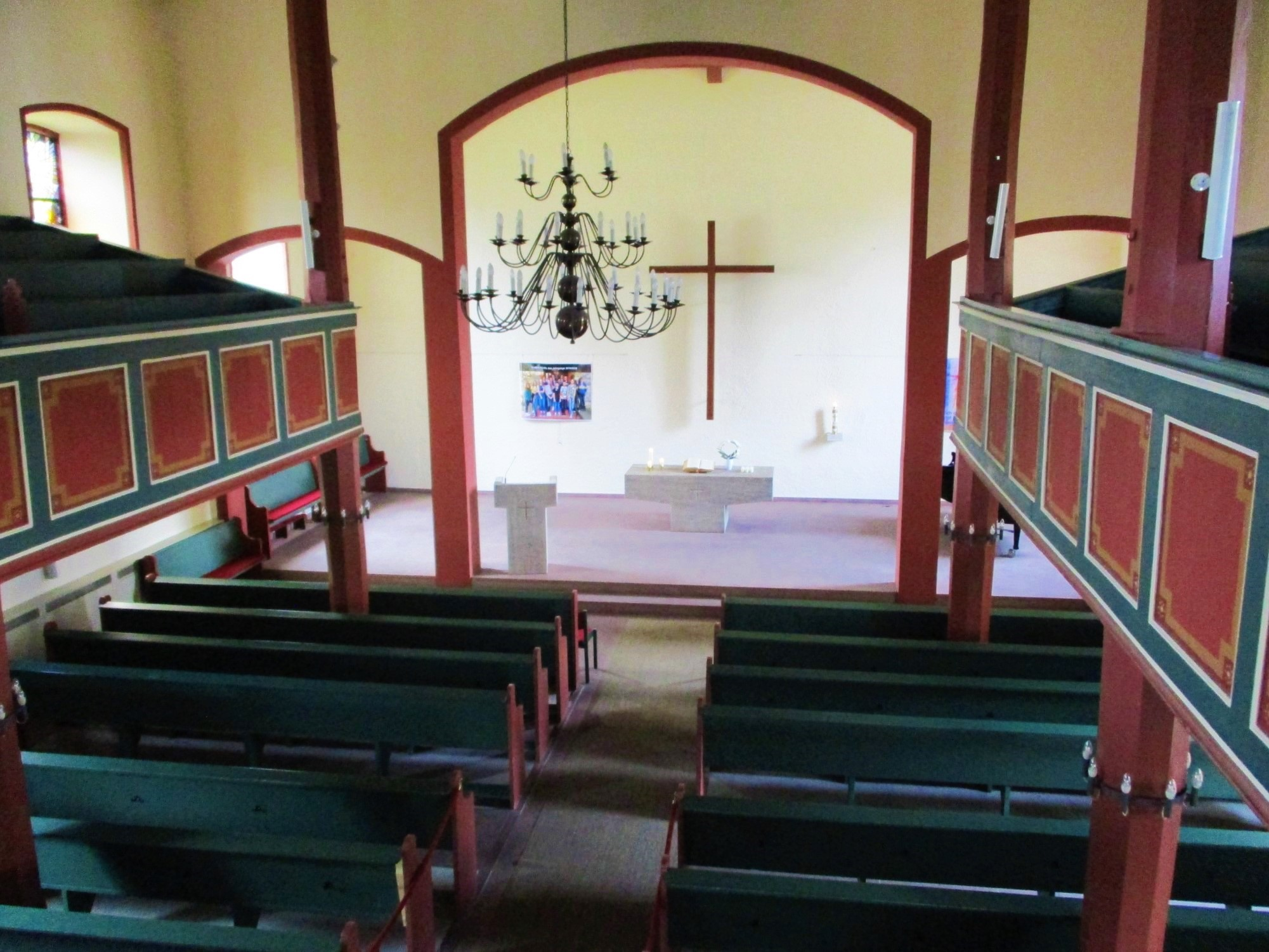
Innenansicht mit Altarraum

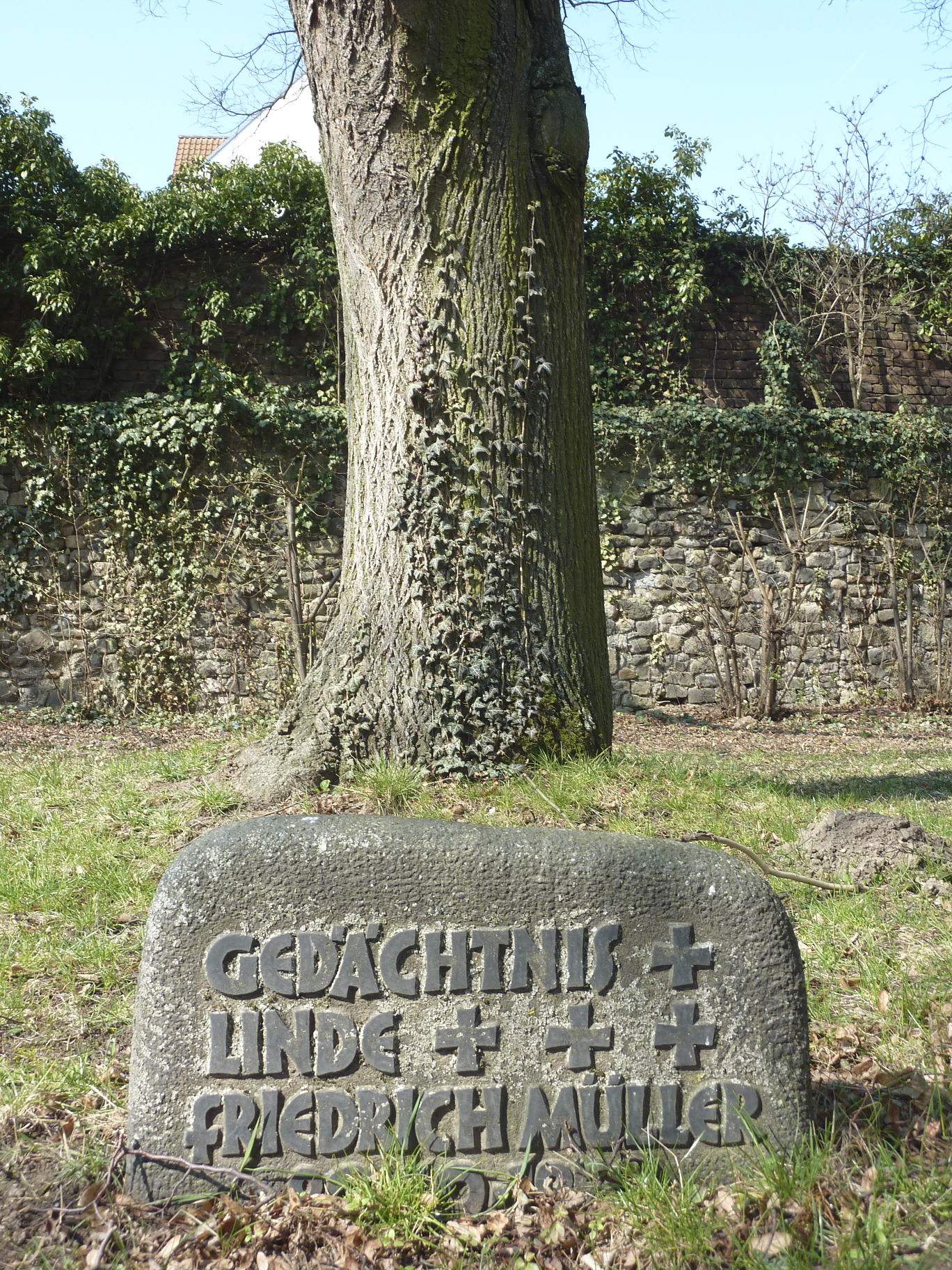
Gedächtnislinde mit Stein auf dem Kirchhof, die an Wiederaufbau nach dem Zweiten Weltkrieg erinnert

### Vorgeschichte
Eine Kirche in Praunheim wurde erstmals im Jahr 1132 erwähnt. In diesem Jahr kaufte Erzbischof Adalbert von Mainz von dem Freien Gottfried von Bruch das Recht. 1247 und 1251 bestand ein Streit um das Präsentationsrecht zwischen Reich und Bistum. 1286 ernannte König Rudolf von Habsburg den Kleriker Berthold zum Pfarrer. Zu diesem Zeitpunkt schien sich die Rechtsposition des Reiches durchgesetzt zu haben. 1318 schenkte König Ludwig der Bayer das Patronatsrecht dem Stift Sankt Maria und Georg, dem späteren Sankt Leonhardsstift. Dieses hatte bis zum Reichsdeputationshauptschluss 1803 das Patronatsrecht inne.
Graf Friedrich Magnus von Solms-Rödelheim führte 1545 die lutherische Lehre in der Grafschaft Solms-Rödelheim ein.

### Die alte Kirche
Von der 1748 abgebrannten Kirche sind eine Skizze und ein Grundriss aus dem Jahr 1760 erhalten. Die Kirche war in Ost-West-Richtung ausgerichtet und war 38 Meter lang und 10 Meter breit. Der Kirchturm befand sich im Westen vor dem Langschiff der Kirche.
Am 20. Juli 1748 rauchte ein Schreiner trotz Warnung bei Arbeiten in der alten Kirche. Bei dem folgenden Brand wurde die Kirche völlig zerstört. In den folgenden 24 Jahren fanden die Gottesdienste in der benachbarten Scheune statt. Der Wiederaufbau verzögerte sich, weil das katholische Stift den Aufbau einer lutherischen Kirche nicht unterstützte. Dagegen richtete sich eine Klage vor dem Reichskammergericht. Außerdem verweigerte die Gemeinde die Zahlung des Zehnten. In einem Rezess wurde schließlich die Zahlung des Zehnten vereinbart sowie – nach Abzug des Zehnten – die Zahlung weiterer 1600 Gulden durch das Stift. Wegen Kontributionen im Siebenjährigen Krieg konnte das Stift jedoch nicht zahlen.

### Neubau 1770/1773
Zwischen 1770 und 1773 wurde im Ortskern an der Graebestraße eine barocke Saalkirche errichtet. Sie hatte einen polygonalen Chorabschluss und einen Haubendachreiter. Altar, Kanzel und Orgel waren übereinander angeordnet wie in protestantischen Predigerkirchen üblich. Am 16. September 1770 wurde der Grundstein gelegt, am 29. Juli 1771 Richtfest gefeiert, und am Sonntag Rogate im Jahr 1772 erfolgte die Einweihung. Die Kosten wurden überwiegend durch Kollekten aufgebracht, Turm und Geläut zahlte die Gemeinde Praunheim. An Weihnachten 1773 folgte die Einweihung des Geläuts.
Im Zusammenhang mit dem Neubau kam es zum Streit mit den evangelischen Einwohnern von Hausen. Diese wollten sich nicht an der Finanzierung der neuen Kirche beteiligten und bildeten eine eigene Pfarrgemeinde. Zur Finanzierung behielten sie die Pfarrwiesen in der Hausener Gemarkung. 1821 erfolgte auch die Trennung der Heddernheimer Gemeinde von Praunheim.
Das Patronatsrecht ging nach dem Reichsdeputationshauptschluss 1803 an die Stadt Frankfurt über. Gegen einmalige Zahlung wurde es mit Vertrag vom 10. Januar 1906 abgelöst. Seit 1906 gibt es daher keinen Patronatsherren mehr. Die lutherische Pfarrei von 1646 wurde 1819 zur evangelisch-unierten Pfarrei und 1927 zur evangelisch-unierten Auferstehungsgemeinde.
Der Praunheimer Friedhof umgab bis zum Jahr 1835 die Kirche, anschließend verlegte man ihn an die Haingrabenstraße.
Von der Gründung der Gemeinde bis zum Jahr 1857 war meist der Beruf des Pfarrers eng mit der Funktion des Schulmeisters verbunden. Das Gehalt wurde zum Teil von den Bürgern des Ortes gezahlt. Aus einer Aufstellung der kurhessischen Regierung aus dem Jahr 1831 lässt sich folgern, dass die Praunheimer Schulstelle zu den am besten dotieren in ganz Kurhessen gehörte.

### Kriegszerstörung und Neuaufbau
Das Gebäude wurde 1945 bei den Luftangriffen auf Frankfurt am Main durch Fliegerbomben zerstört. Die Auferstehungskirche wurde als eine der ersten Frankfurter Kirchen nach der Zerstörung im Zweiten Weltkrieg wiederaufgebaut und am 5. Juni 1948 eingeweiht. Bis dahin nutzte die Auferstehungsgemeinde die katholische Christ-König-Kirche mit. Der Aufbau der Kirche wurde durch eigene Gemeindemittel getragen. Daran erinnert ein Gedächtnisstein und Gedächtnislinde aus dem Jahr 1950.

## Architektur und Innenausstattung
Nach Plänen der Bauverwaltung des Evangelischen Gemeindeverbands entstand ein Gebäude mit unverputzten Natursteinfassaden, dessen Abmessungen und äußeres Erscheinungsbild der Vorgängerkirche entsprachen. Für das Innere wurde eine schlichte Gestaltung gewählt.
Im Jahr 1980 wurden die Einbauten aus Holz in den historischen Farben Rot und Grün angelegt. Zwei Buntglasfenster nach Entwürfen des Praunheimer Kunstmalers Willi Petri (1916–2009) wurden 1990 links und rechts seitlich des Altarraums eingesetzt. Der Kronleuchter und zwei Holzschnitzereien sind Geschenke aus Polen als Dank für von der Gemeinde dorthin organisierte Hilfstransporte in den 1980er Jahren. Den Altar schuf Hans Steinbrenner 2003 aus Muschelkalk.

## Orgel

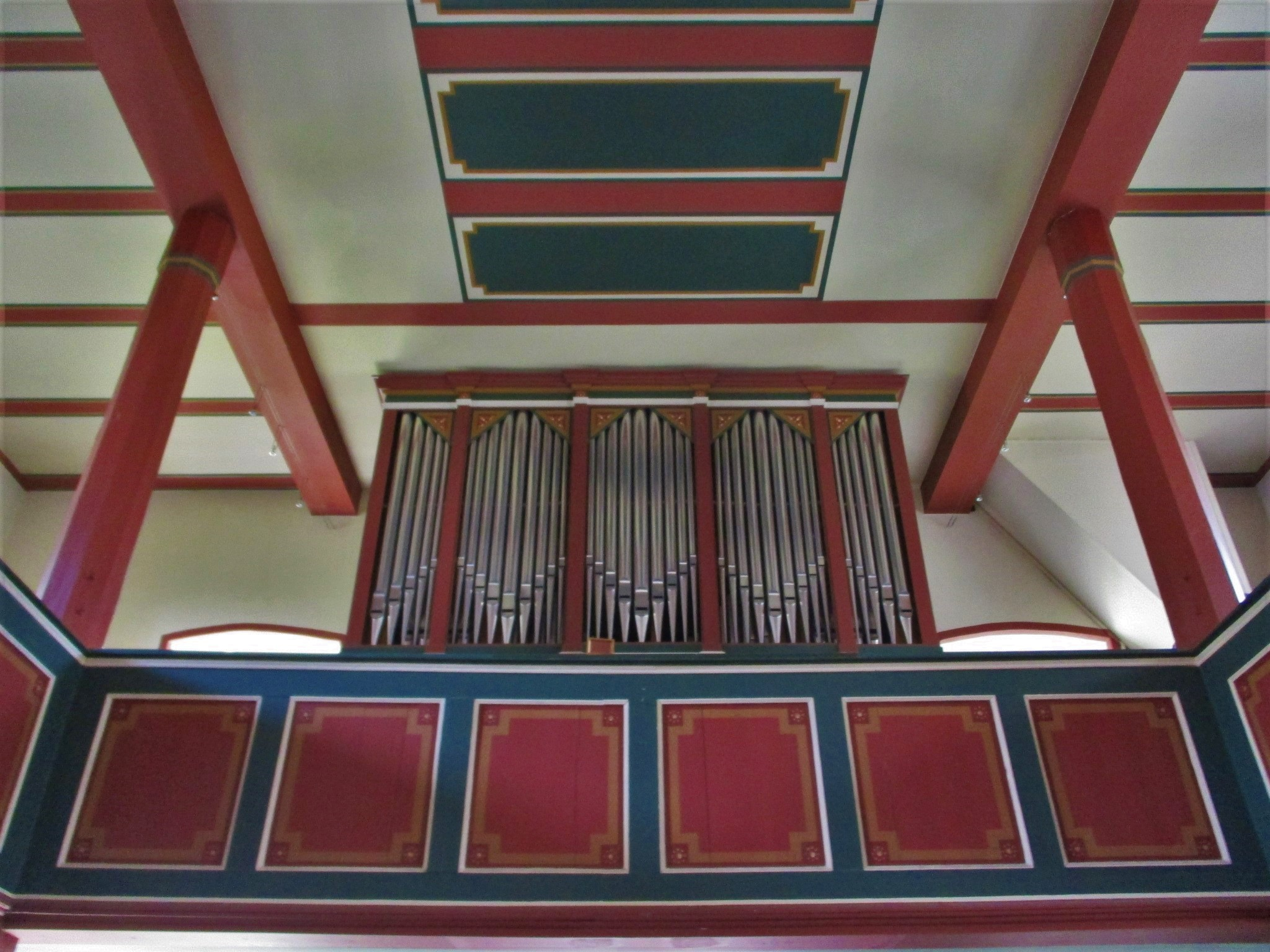
Schuke-Orgel

Eine erste Orgel, die zuvor in Sulzbach stand, kam um das Jahr 1781 in die Auferstehungskirche und verfügte über sechs Register. Nach dem Verkauf der Orgel nach Massenheim im Jahr 1840, wurde sie durch ein Instrument mit einem Manual und 16 Registern des Orgelbauers Friedrich Voigt aus Igstadt ersetzt. Auf diese folgte 1950 eine Orgel mit 11 Registern der Firma Walcker in Ludwigsburg mit zwei Manualen und Pedal.
1996 erhielt die Kirche eine durch Spenden der Gemeindeglieder finanzierte neue Orgel der Berliner Orgelbauwerkstatt Karl Schuke, ein Instrument mit zwei Manualen und Pedal, die über 17 Register verfügt. Sie ist mit einer mechanischen Tontraktur und einer mechanischen Registeranlage ausgestattet. Insgesamt stehen 1004 Pfeifen in der Orgel. Farblich ist das Orgelgehäuse im Stil der Emporenbrüstung gestaltet. Die Disposition lautet:
| I Manual C– |    |
| Principal   | 8′ |
| Rohrflöte   | 8′ |
| Oktave      | 4′ |
| Feldpfeife  | 2′ |
| Mixtur IV   |    |
| Trompete    | 8′ |

| II Manual (schwellbar) C– |       |
| Gedackt                   | 8′    |
| Salicional                | 8′    |
| Flöte                     | 4′    |
| Superoktave               | 2′    |
| Quinte                    | 1 ⁄3′ |
| Sesquialtera II           |       |
| Oboe                      | 8′    |
| Tremulant                 |       |

| Pedal C–   |     |
| Subbass    | 16′ |
| Oktavbass  | 08′ |
| Choralbass | 04′ |
| Fagott     | 16′ |

- Koppeln: II/I, I/P, II/P
- Temperierung: Neidhardt 1[8]

## Glocken
Von den drei Glocken stammt eine aus dem Jahr 1840 von der Gießerei Bach, die beiden anderen wurden 1954 von Friedrich Wilhelm Schilling gegossen.
| Glocke | Name                | Nominal | Gewicht | Gussjahr |
| ------ | ------------------- | ------- | ------- | -------- |
| 1      | Gottvaterglocke     | a1      | 500 kg  | 1954     |
| 2      | Friedensglocke      | h1      | 250 kg  | 1840     |
| 3      | Auferstehungsglocke | d2      | 200 kg  | 1954     |

## Neubau Gemeindehaus
1997 teilte der Evangelische Regionalverband (ERV) der Gemeinde mit, dass der Unterhalt für Gemeinde- und Jugendhaus selbst zu tragen sei. Im Jahr 2000 kam es zu ersten Gesprächen mit dem ERV zwecks Umnutzung der beiden Gebäude und des Grundstücks. Der ERV forderte die Gemeinde im Jahr 2008 dazu auf, bis Ende 2010 ein tragfähiges Konzept zu erstellen. Es sollte eine Flächenreduktion um 66 % nach der EKHN-Verordnung erfolgen. Nach der Zustimmung zu einem Bauvolumen von 1,5 Mio. Euro und Ausschreibung durch den ERV wurde im Jahr 2012 der Entwurf des Architekten Ferdinand Heide einstimmig angenommen. 2013 wurde mit dem Abriss der alten Gebäude begonnen.
Hierbei wurden unter dem Haus Reste eines römischen Brunnens gefunden. Nach 80 Tagen war der Rohbau fertiggestellt, das Richtfest fand am 7. Oktober 2013 statt. Ende Juni 2014 wurde der Innenausbau fertiggestellt. Die Einweihungsfeier fand am 2. November 2014 statt.

### Ehemalige Gebäude: Pfarrhaus, Jugendclub und Gemeindehaus
Seit wann das Pfarrhaus in unmittelbarer Nähe der Kirche stand, ist nicht gesichert. Es wurde im Zweiten Weltkrieg teilweise zerstört und 1949 wieder aufgebaut. 1950 wurde ein kleiner Anbau errichtet, der erst Gemeindesaal und später Gemeindebüro war. 2013 wurde das Pfarrhaus abgerissen und an seiner Stelle ein neues Gemeindehaus errichtet. Im Zuge des Neubaus des Gemeindehauses wurde ein Zusammenschluss der Wicherngemeinde, Gemeinde Hausen und der Auferstehungsgemeinde forciert und im Januar 2020 vollzogen.
Weiter in Richtung Praunheimer Brücke befanden sich der Jugendclub der Auferstehungsgemeinde sowie das Gemeindehaus. Das Gebäude des Jugendclubs wurde bis 1973 als Kindergarten genutzt, bevor dieser in die Jean-Albert-Schwarz-Straße umzog. Die Gebäude des Jugendclubs und des Gemeindehauses wurden 2013 abgerissen und das Grundstück dem Regionalverband durch Erbbaurecht zur Verwertung überlassen. Die dort errichteten Wohnhäuser wurden 2017 fertiggestellt. Der Jugendclub fand im Gebäude der ehemaligen Niederlassung der Praunheimer Werkstätten Alt-Praunheim 2 eine neue Heimat.

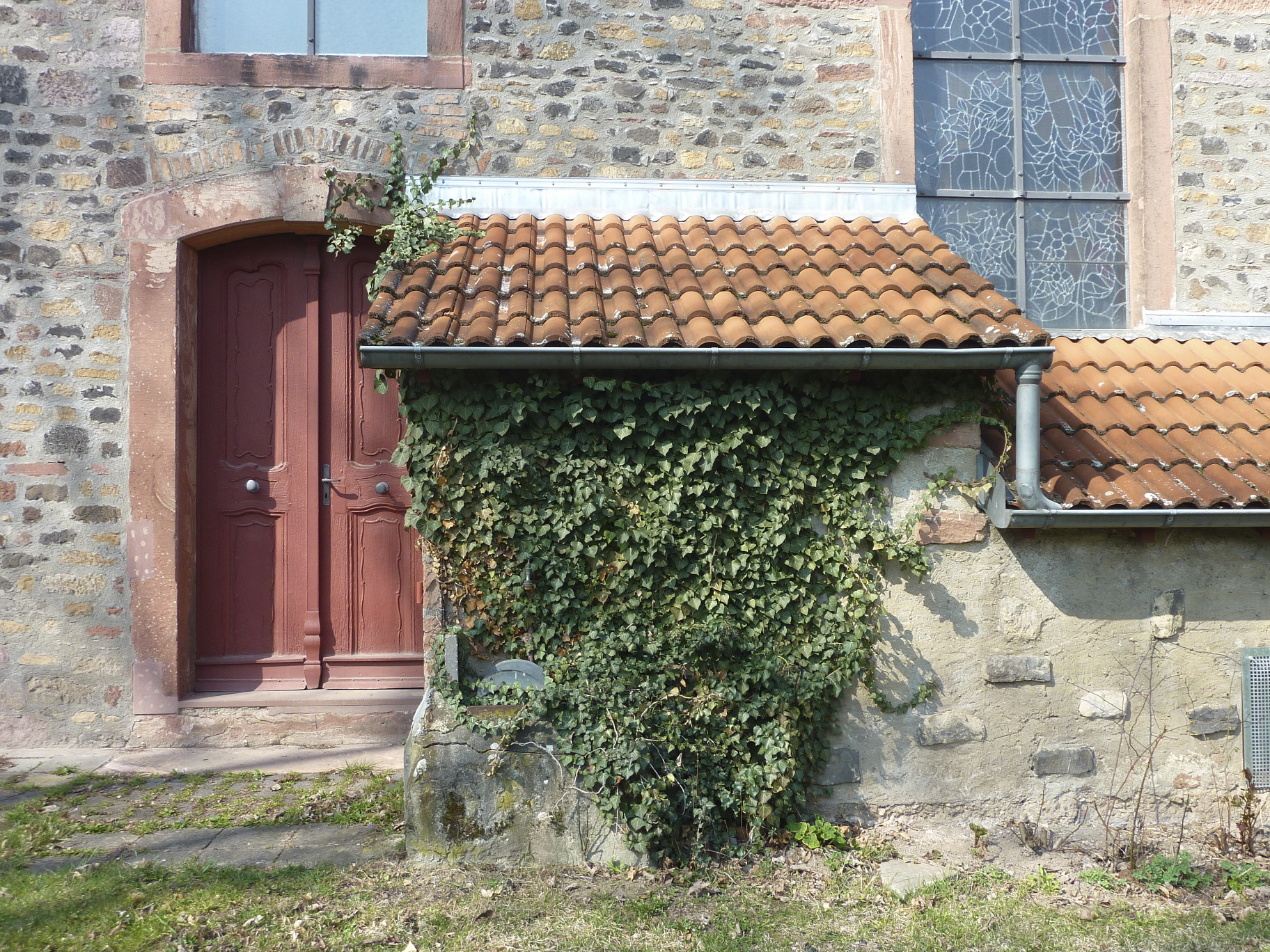
Seitentür zur Kirche
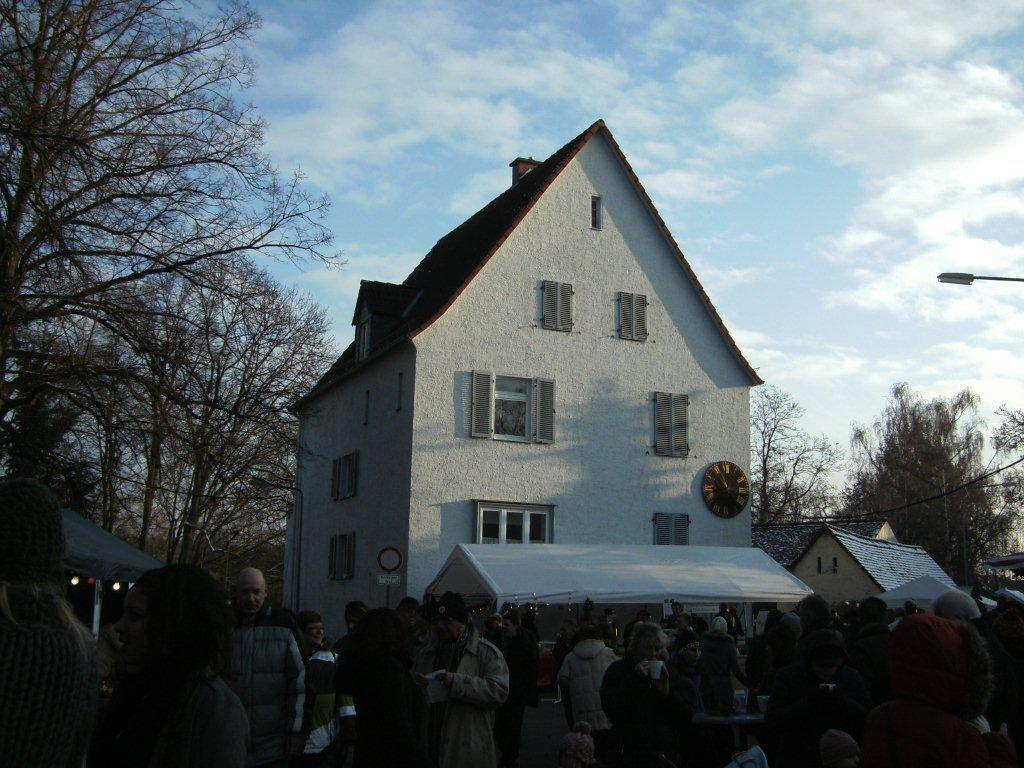
Altes Pfarrhaus (abgerissen 2013)
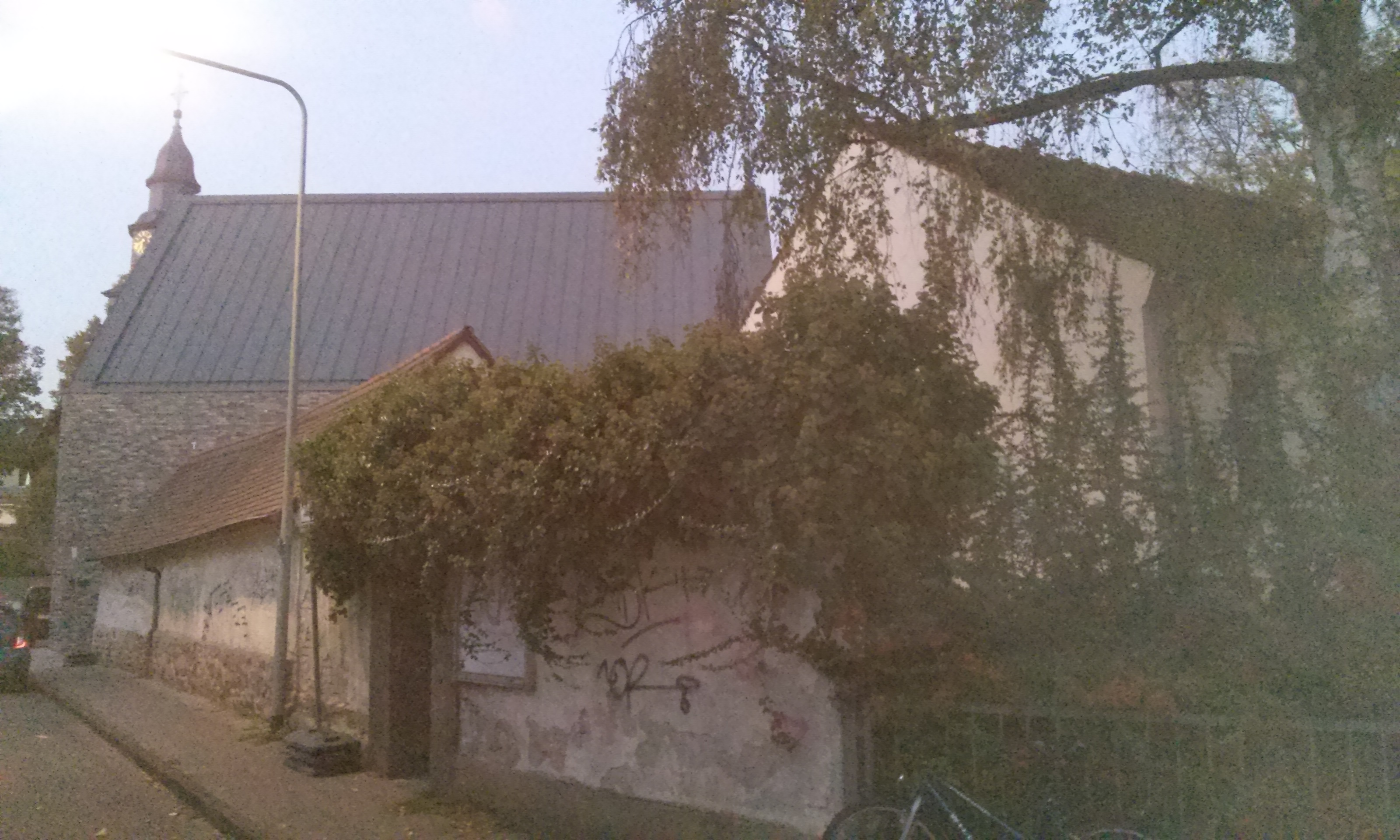
Ehemaliger Jugendclub
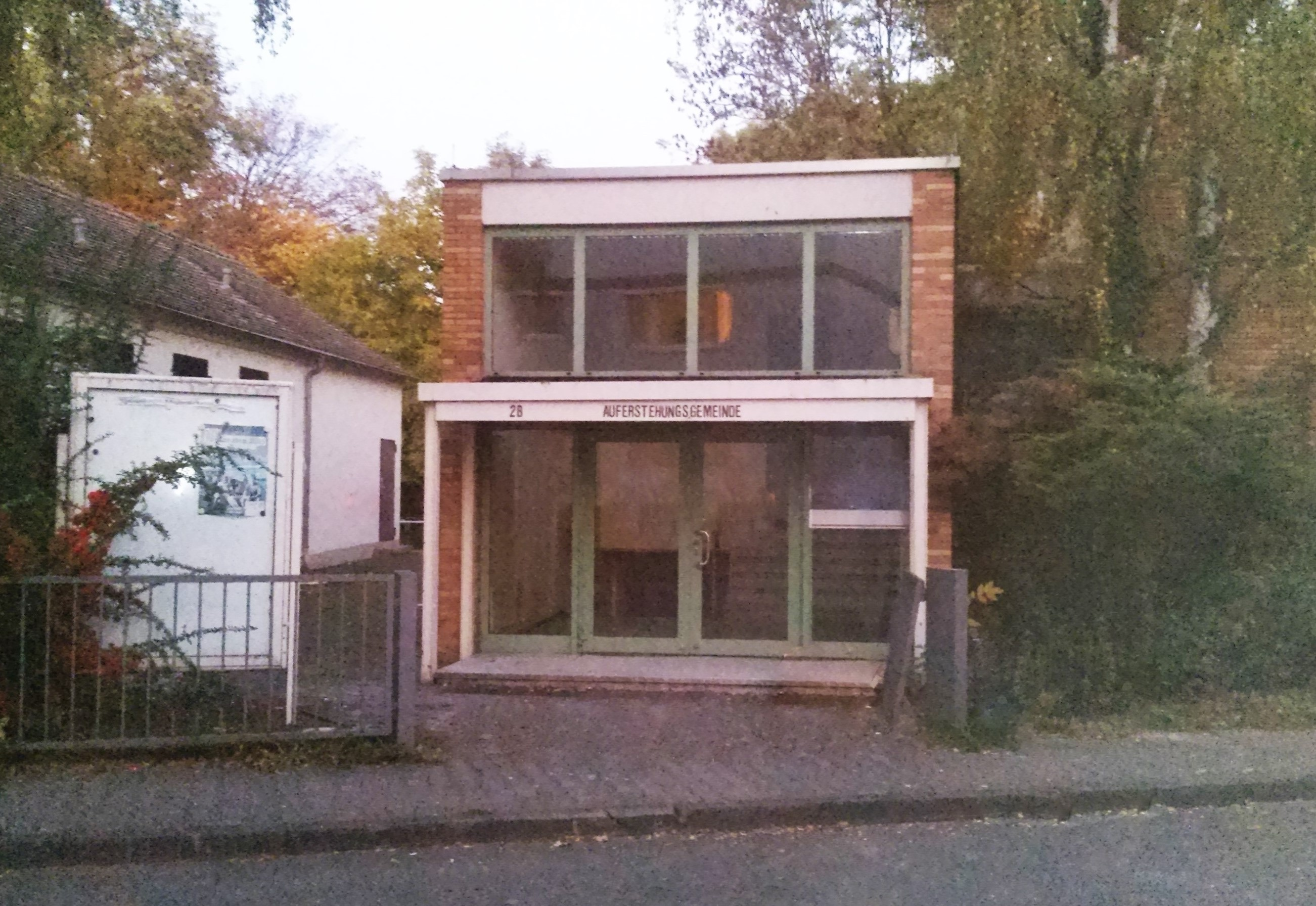
Ehemaliges Gemeindehaus
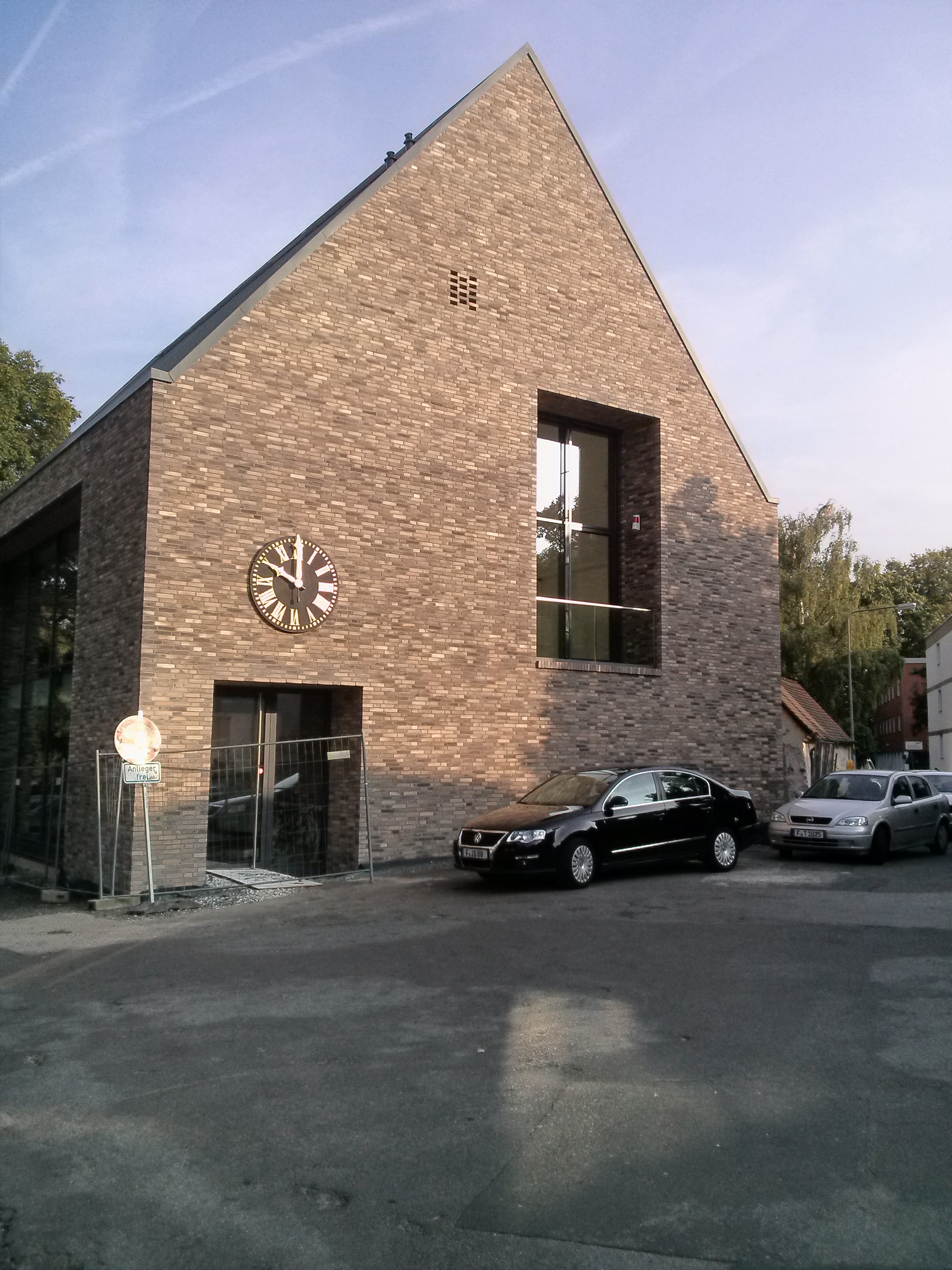
Neubau Gemeindehaus